# Innokientij Annienski
Innokientij Fiodorowicz Annienski, ros. Инноке́нтий Фёдорович А́нненский (ur. 1 września 1855 w Omsku, zm. 13 grudnia 1909 w Petersburgu) – rosyjski pisarz, krytyk literacki, przedstawiciel rosyjskiego modernizmu, tłumacz literatury greckiej i francuskiej.

## Życie i działalność literacka
Innokientij Annienski uznawany jest za prekursora akmenizmu. Był absolwentem wydziału historyczno-filologicznego na Uniwersytecie Petersburskim. Prowadził wykłady z greki na Wyższych Żeńskich Kursach. Początek jego twórczości literackiej miał miejsce w latach 70. XIX wieku. Utwory poetyckie Annienskiego nawiązywały do rosyjskiej liryki filozoficznej XIX wieku. Częstym tematem w wierszach była problematyka śmierci i przemijania. Pisał tragedie zawierające motywy mitologiczne. Dokonał przekładu wszystkich dramatów Eurypidesa. Tłumaczył także dzieła Horacego, Heinricha Heinego, Charles’a Baudelaire’a, Leconte de Lisle’a, Paula Verlaine’a, Arthura Rimbauda. Innokientij Annienski zmarł na atak serca.
Pozję Annienskiego na język polski przekładał Seweryn Pollak. W 1988 roku Państwowy Instytut Wydawniczy w Warszawie wydał zbiór pt. "Poezje".

## Wybrane dzieła[6]
- Miełanippa-fiłosof (1901);
- Car’ lksion (1902);
- Łaodamija (1906);
- Tichije piesni (1906);
- Kiparisowyj łariec (1910);
- Famira-kifaried (1913);
- Posmiertnyje stichi (1923).